# Liste des lieux patrimoniaux de Peace River
Cet article recense les lieux patrimoniaux du district régional de Peace River inscrit au répertoire des lieux patrimoniaux du Canada, qu'ils soient de niveau provincial, fédéral ou municipal.

## Liste des lieux patrimoniaux
| [ 1 ] | Lieu patrimonial | Illustration | Municipalité | Adresse           | Coordonnées      | No   | Constr. | Prot.       | Rec. | Notes |
| ----- | ---------------- | ------------ | ------------ | ----------------- | ---------------- | ---- | ------- | ----------- | ---- | ----- |
| F     | Édifice Fédéral  | Téléverser   | Dawson Creek | 10401 10th Street | 55.7518 -120.229 | 9522 | 1958    | ÉFP reconnu | 2000 |       |